# WTA Brighton

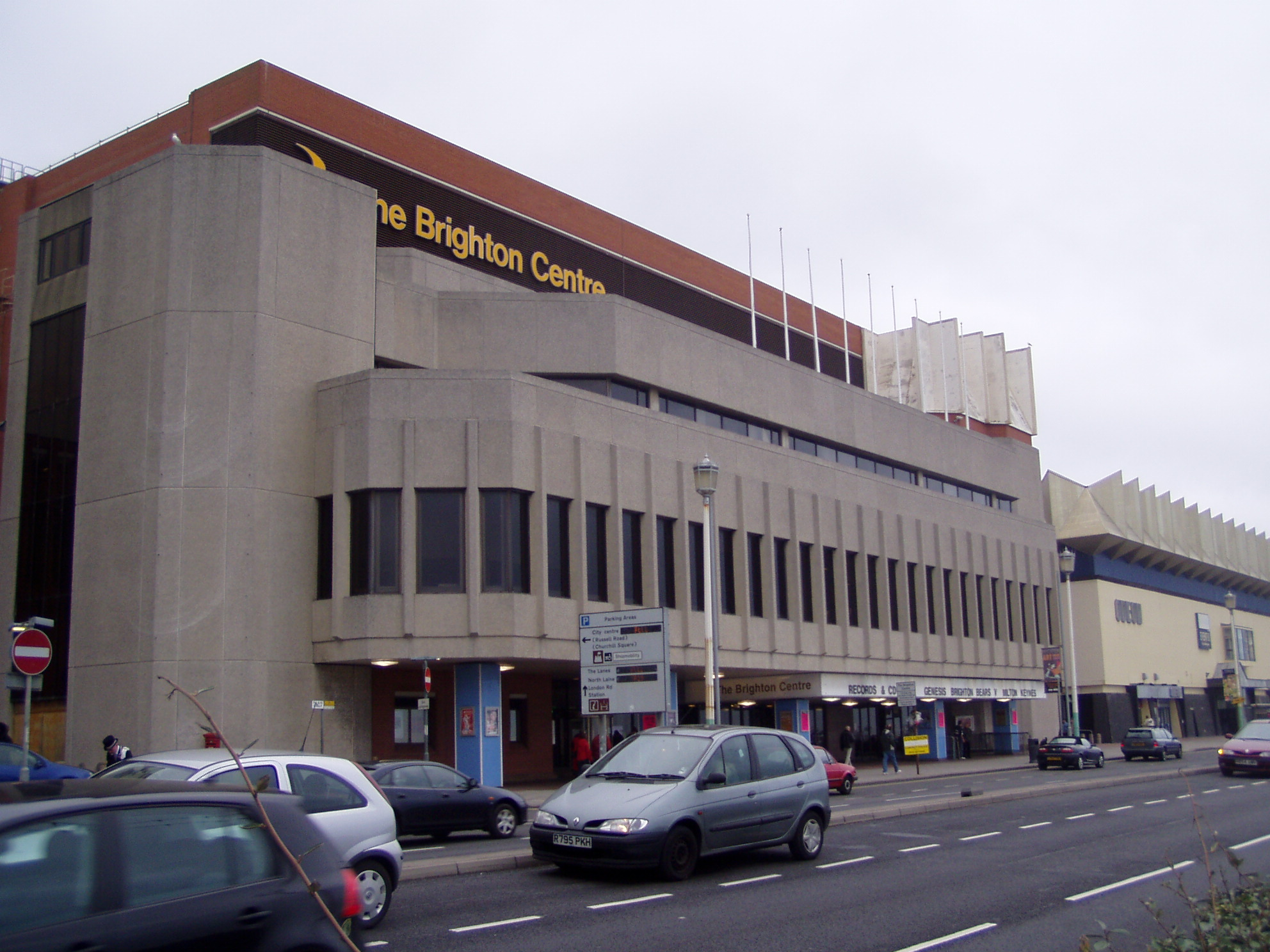
Brighton Centre

Das WTA Brighton (offiziell: Brighton International) ist ein ehemaliges Damen-Tennisturnier der WTA Tour, das im Brighton Centre in der Stadt Brighton ausgetragen wurde.
Offizielle Namen des Turniers:
- 1978: BMW Challenge, Brighton
- 1979–1984: Daihatsu Challenge, Brighton
- 1985–1986: Pretty Polly Classic, Brighton
- 1987: Volvo Classic, Brighton
- 1988: Brighton
- 1989: Midland Group Champ’s, Brighton
- 1990–1992: Midland Bank Champ’s, Brighton
- 1993: Autoglass Classic, Brighton
- 1994–1995: Brighton International

## Siegerliste

### Einzel
| Jahr                    | Siegerin            | Finalgegnerin             | Ergebnis       |
| ----------------------- | ------------------- | ------------------------- | -------------- |
| 1978                    | Virginia Ruzici     | Betty Stöve               | 5:7, 6:2, 7:5  |
| 1979                    | Martina Navratilova | Chris Evert-Lloyd         | 6:3, 6:3       |
| 1980                    | Chris Evert-Lloyd   | Martina Navratilova       | 6:4, 5:7, 6:3  |
| 1981                    | Sue Barker          | Mima Jaušovec             | 4:6, 6:1, 6:1  |
| 1982                    | Martina Navratilova | Chris Evert-Lloyd         | 6:1, 6:4       |
| 1983                    | Chris Evert-Lloyd   | Jo Durie                  | 6:1, 6:1       |
| 1984                    | Sylvia Hanika       | Joanne Russell            | 6:3, 1:6, 6:2  |
| 1985                    | Chris Evert-Lloyd   | Manuela Maleewa-Fragnière | 7:5, 6:3       |
| 1986                    | Steffi Graf         | Catarina Lindqvist        | 6:3, 6:3       |
| 1987                    | Gabriela Sabatini   | Pam Shriver               | 7:5, 6:4       |
| ↓ Kategorie: Tier III ↓ |                     |                           |                |
| 1988                    | Steffi Graf         | Manuela Maleeva           | 6:2, 6:0       |
| 1989                    | Steffi Graf         | Monica Seles              | 7:5, 6:4       |
| ↓ Kategorie: Tier II ↓  |                     |                           |                |
| 1990                    | Steffi Graf         | Helena Suková             | 7:5, 6:3       |
| 1991                    | Steffi Graf         | Zina Garrison             | 5:7, 6:4, 6:1  |
| 1992                    | Steffi Graf         | Jana Novotná              | 4:6, 6:4, 7:63 |
| 1993                    | Jana Novotná        | Anke Huber                | 6:2, 6:4       |
| 1994                    | Jana Novotná        | Helena Suková             | 6:74, 6:3, 6:4 |
| 1995                    | Mary Joe Fernández  | Amanda Coetzer            | 6:4, 7:5       |

### Doppel
| Jahr                    | Siegerinnen                           | Finalgegnerinnen                      | Ergebnis      |
| ----------------------- | ------------------------------------- | ------------------------------------- | ------------- |
| 1978                    | Betty Stöve Virginia Wade             | Ilana Kloss Joanne Russell            | 6:0, 7:6      |
| 1979                    | Ann Kiyomura Anne Smith               | Ilana Kloss Laura duPont              | 6:2, 6:1      |
| 1980                    | Kathy Jordan Anne Smith               | Martina Navratilova Betty Stöve       | 6:3, 7:5      |
| 1981                    | Barbara Potter Anne Smith             | Mima Jaušovec Pam Shriver             | 6:7, 6:3, 6:4 |
| 1982                    | Martina Navratilova Pam Shriver       | Barbara Potter Sharon Walsh           | 2:6, 7:5, 6:4 |
| 1983                    | Chris Evert-Lloyd Pam Shriver         | Jo Durie Ann Kiyomura                 | 7:5, 6:4      |
| 1984                    | Alycia Moulton Paula Smith            | Barbara Potter Sharon Walsh           | 6:7, 6:3, 7:5 |
| 1985                    | Lori McNeil Catherine Suire           | Barbara Potter Helena Suková          | 4:6, 7:6, 6:4 |
| 1986                    | Steffi Graf Helena Suková             | Tine Scheuer-Larsen Catherine Tanvier | 6:4, 6:4      |
| 1987                    | Kathy Jordan Helena Suková            | Tine Scheuer-Larsen Catherine Tanvier | 7:5, 6:1      |
| ↓ Kategorie: Tier III ↓ |                                       |                                       |               |
| 1988                    | Lori McNeil Betsy Nagelsen            | Isabelle Demongeot Nathalie Tauziat   | 7:6, 2:6, 7:6 |
| 1989                    | Katrina Adams Lori McNeil             | Hana Mandlíková Jana Novotná          | 4:6, 7:6, 6:4 |
| ↓ Kategorie: Tier II ↓  |                                       |                                       |               |
| 1990                    | Helena Suková Nathalie Tauziat        | Jo Durie Natallja Swerawa             | 6:1, 6:4      |
| 1991                    | Pam Shriver Natallja Swerawa          | Zina Garrison Lori McNeil             | 6:1, 6:2      |
| 1992                    | Jana Novotná Larisa Savchenko-Neiland | Conchita Martínez Radka Zrubáková     | 6:4, 6:1      |
| 1993                    | Laura Golarsa Natalija Medwedjewa     | Anke Huber Larisa Neiland             | 6:3, 1:6, 6:4 |
| 1994                    | Manon Bollegraf Larisa Neiland        | Mary Joe Fernández Jana Novotná       | 4:6, 6:2, 6:3 |
| 1995                    | Meredith McGrath Larisa Neiland       | Lori McNeil Helena Suková             | 7:5, 6:1      |